# Trijebine
Trijebine (cyr. Тријебине) – wieś w Serbii, w okręgu zlatiborskim, w gminie Sjenica. W 2011 roku liczyła 396 mieszkańców.